# Antoine Vermette
Pour les articles homonymes, voir Vermette.
Antoine Vermette (né le 20 juillet 1982 à Saint-Agapit au Québec, Canada) est un joueur professionnel canadien de hockey sur glace. Il évolue dans la Ligue nationale de hockey.

## Biographie

### Carrière sportive
Vermette commence sa carrière en junior avec les Remparts de Québec, mais il est échangé aux Tigres de Victoriaville de la Ligue de hockey junior majeur du Québec avec lesquels il remporte le trophée Michael-Bossy au cours de la saison 1999-2000. Il est ensuite choisi par les Sénateurs d'Ottawa à la 55e position du repêchage d'entrée dans la LNH 2000. Avant de faire son entrée dans la LNH au cours de la saison 2003-2004, Vermette joue pour les Senators de Binghamton dans la Ligue américaine de hockey.
Pendant le lock-out 2004-2005 de la LNH, comme plusieurs de ses coéquipiers des Sénateurs, Antoine Vermette retourne jouer avec les Senators de Binghamton. Le 18 juin 2006, Vermette signe un nouveau contrat de 2 ans avec les Sénateurs d'Ottawa d'une valeur de 2 millions de dollars. Le 4 mars 2009, date limite des transactions dans la LNH, les Sénateurs d'Ottawa échangent Antoine Vermette aux Blue Jackets de Columbus, contre le gardien Pascal Leclaire et un choix de deuxième tour du repêchage d'entrée 2009. 
Le 12 mai 2011, il est intronisé au Panthéon des sports du Collège de Lévis, où il a étudié entre 1994 et 1998.
Le 22 février 2012, il est échangé aux Coyotes de Phoenix  contre un choix de deuxième tour du repêchage de 2012, un choix conditionnel de cinquième tour en 2013 et le gardien Curtis McElhinney. Le 28 février 2015, il est échangé aux Blackhawks de Chicago contre un choix de premier tour au repêchage de 2015 et le défenseur Klas Dahlbeck.
Après avoir remporté la Coupe Stanley avec les Blackhawks lors des séries 2015, il retourne avec les Coyotes en signant un contrat de deux ans pour un montant de 7,5 millions de dollars.
Le 1er août 2016, les Coyotes décident de racheter son contrat et il devient un agent libre. Quinze jours plus tard, Vermette signe un contrat de 2 ans avec les Ducks d'Anaheim.
Le 31 janvier 2019, Antoine Vermette annonce officiellement sa retraite.

### Vie extra-sportive
Vermette a participé à plusieurs campagnes de sensibilisation ayant trait à la conduite avec facultés affaiblies.

## Style de jeu
Vermette est reconnu pour sa rapidité, sa façon de tuer les pénalités ainsi que son haut taux de réussite aux mises en jeu,,.

## Statistiques

### En club
| Saison     | Équipe                   | Ligue      |       | Saison régulière | Saison régulière | Saison régulière | Saison régulière | Saison régulière |    | Séries éliminatoires | Séries éliminatoires | Séries éliminatoires | Séries éliminatoires | Séries éliminatoires |
| Saison     | Équipe                   | Ligue      | PJ    | B                | A                | Pts              | Pun              | PJ               | B  | A                    | Pts                  | Pun                  |                      |                      |
| 1998-1999  | Remparts de Québec       | LHJMQ      | 57    | 9                | 17               | 26               | 32               | 13               | 0  | 0                    | 0                    | 2                    |                      |                      |
| 1999-2000  | Tigres de Victoriaville  | LHJMQ      | 71    | 30               | 41               | 71               | 87               | 6                | 0  | 1                    | 1                    | 6                    |                      |                      |
| 2000-2001  | Tigres de Victoriaville  | LHJMQ      | 71    | 57               | 62               | 119              | 102              | 9                | 4  | 6                    | 10                   | 14                   |                      |                      |
| 2001-2002  | Tigres de Victoriaville  | LHJMQ      | 4     | 0                | 2                | 2                | 6                | 22               | 10 | 16                   | 26                   | 10                   |                      |                      |
| 2002-2003  | Senators de Binghamton   | LAH        | 80    | 34               | 28               | 62               | 57               | 14               | 2  | 9                    | 11                   | 10                   |                      |                      |
| 2003-2004  | Sénateurs d'Ottawa       | LNH        | 57    | 7                | 7                | 14               | 16               | 4                | 0  | 1                    | 1                    | 4                    |                      |                      |
| 2003-2004  | Senators de Binghamton   | LAH        | 3     | 0                | 0                | 0                | 6                | -                | -  | -                    | -                    | -                    |                      |                      |
| 2004-2005  | Senators de Binghamton   | LAH        | 78    | 28               | 45               | 73               | 36               | 6                | 1  | 4                    | 5                    | 10                   |                      |                      |
| 2005-2006  | Sénateurs d'Ottawa       | LNH        | 82    | 21               | 12               | 33               | 44               | 10               | 2  | 0                    | 2                    | 4                    |                      |                      |
| 2006-2007  | Sénateurs d'Ottawa       | LNH        | 77    | 19               | 20               | 39               | 52               | 20               | 2  | 3                    | 5                    | 6                    |                      |                      |
| 2007-2008  | Sénateurs d'Ottawa       | LNH        | 81    | 24               | 29               | 53               | 51               | 4                | 0  | 0                    | 0                    | 4                    |                      |                      |
| 2008-2009  | Sénateurs d'Ottawa       | LNH        | 62    | 9                | 19               | 28               | 42               | -                | -  | -                    | -                    | -                    |                      |                      |
| 2008-2009  | Blue Jackets de Columbus | LNH        | 17    | 7                | 6                | 13               | 8                | 4                | 0  | 0                    | 0                    | 10                   |                      |                      |
| 2009-2010  | Blue Jackets de Columbus | LNH        | 82    | 27               | 38               | 65               | 32               | -                | -  | -                    | -                    | -                    |                      |                      |
| 2010-2011  | Blue Jackets de Columbus | LNH        | 82    | 19               | 28               | 47               | 60               | -                | -  | -                    | -                    | -                    |                      |                      |
| 2011-2012  | Blue Jackets de Columbus | LNH        | 60    | 8                | 19               | 27               | 12               | -                | -  | -                    | -                    | -                    |                      |                      |
| 2011-2012  | Coyotes de Phoenix       | LNH        | 22    | 3                | 7                | 10               | 16               | 16               | 5  | 5                    | 10                   | 24                   |                      |                      |
| 2012-2013  | Coyotes de Phoenix       | LNH        | 48    | 13               | 8                | 21               | 36               | -                | -  | -                    | -                    | -                    |                      |                      |
| 2013-2014  | Coyotes de Phoenix       | LNH        | 82    | 24               | 21               | 45               | 44               | -                | -  | -                    | -                    | -                    |                      |                      |
| 2014-2015  | Coyotes de l'Arizona     | LNH        | 63    | 13               | 22               | 35               | 34               | -                | -  | -                    | -                    | -                    |                      |                      |
| 2014-2015  | Blackhawks de Chicago    | LNH        | 19    | 0                | 3                | 3                | 6                | 20               | 4  | 3                    | 7                    | 4                    |                      |                      |
| 2015-2016  | Coyotes de l'Arizona     | LNH        | 76    | 17               | 21               | 38               | 93               | -                | -  | -                    | -                    | -                    |                      |                      |
| 2016-2017  | Ducks d'Anaheim          | LNH        | 72    | 9                | 19               | 28               | 42               | 17               | 1  | 2                    | 3                    | 2                    |                      |                      |
| 2017-2018  | Ducks d'Anaheim          | LNH        | 64    | 8                | 8                | 16               | 34               | 2                | 0  | 0                    | 0                    | 0                    |                      |                      |
| Totaux LNH | Totaux LNH               | Totaux LNH | 1 046 | 228              | 287              | 515              | 622              | 97               | 14 | 14                   | 28                   | 58                   |                      |                      |

### En équipe nationale
Il représente le Canada En équipe nationale.
| Année | Équipe | Compétition          |   | PJ | B | A | Pts | Pun | +/-      |  | Résultat |
| 2011  | Canada | Championnat du monde | 4 | 0  | 0 | 0 | 0   | 0   | 5e place |  |          |